# Parque Nacional do Alto Cariri
O Parque Nacional do Alto Cariri é um parque nacional brasileiro, localizado na Bahia, e criado em 11 de junho de 2010. Possui cerca de 19.264 hectares, protegendo remanescentes de Mata Atlântica da Bahia. Juntamente com a Parque Estadual Alto Cariri e Refúgio de Vida Silvestre Mata dos Muriquis, ambos em Minas Gerais, forma um dos maiores trechos contínuos do sudoeste da Bahia e extremo nordeste de Minas Gerais. É o último lugar na Bahia onde ainda ocorre o muriqui-do-norte.

## Galeria de imagens

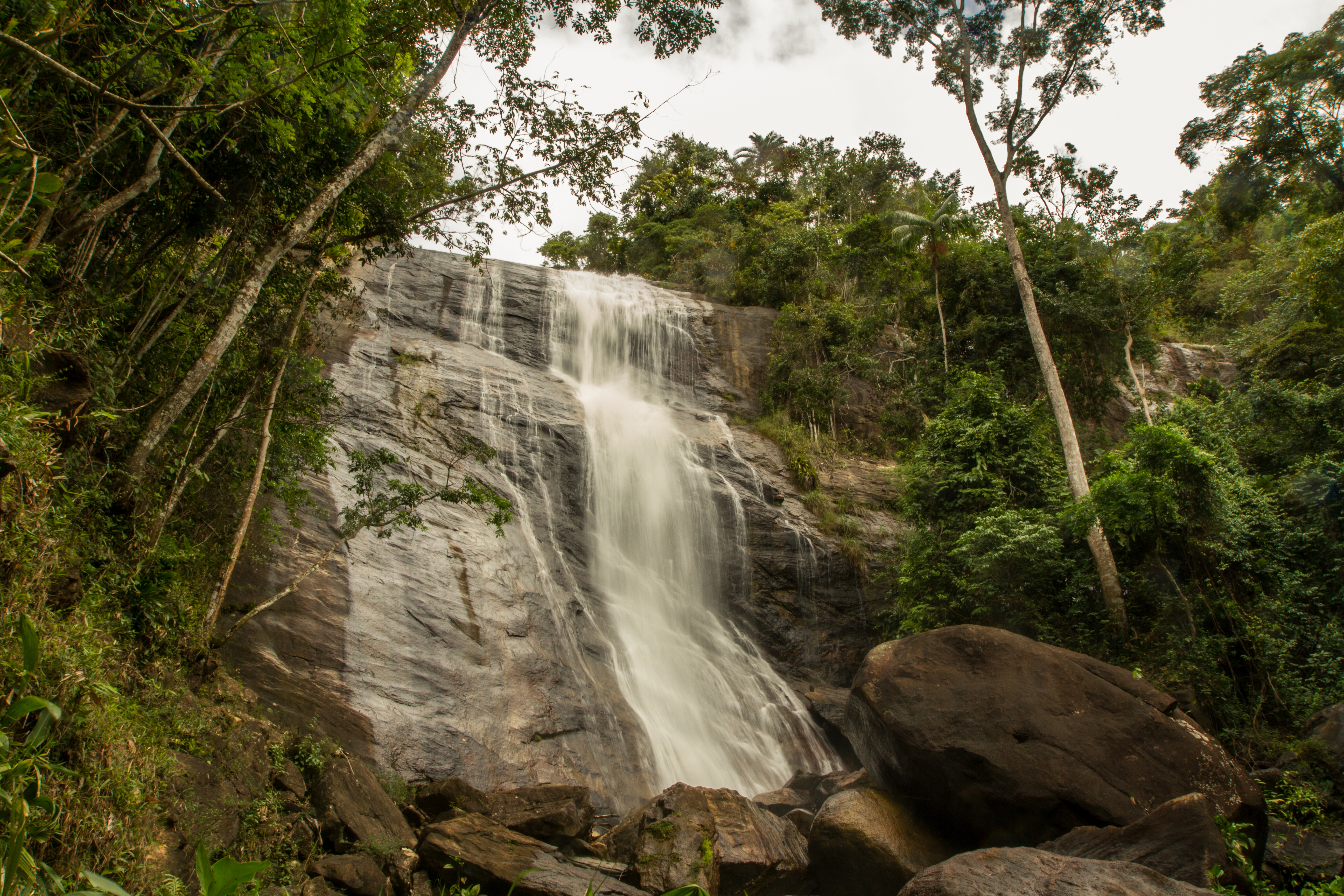
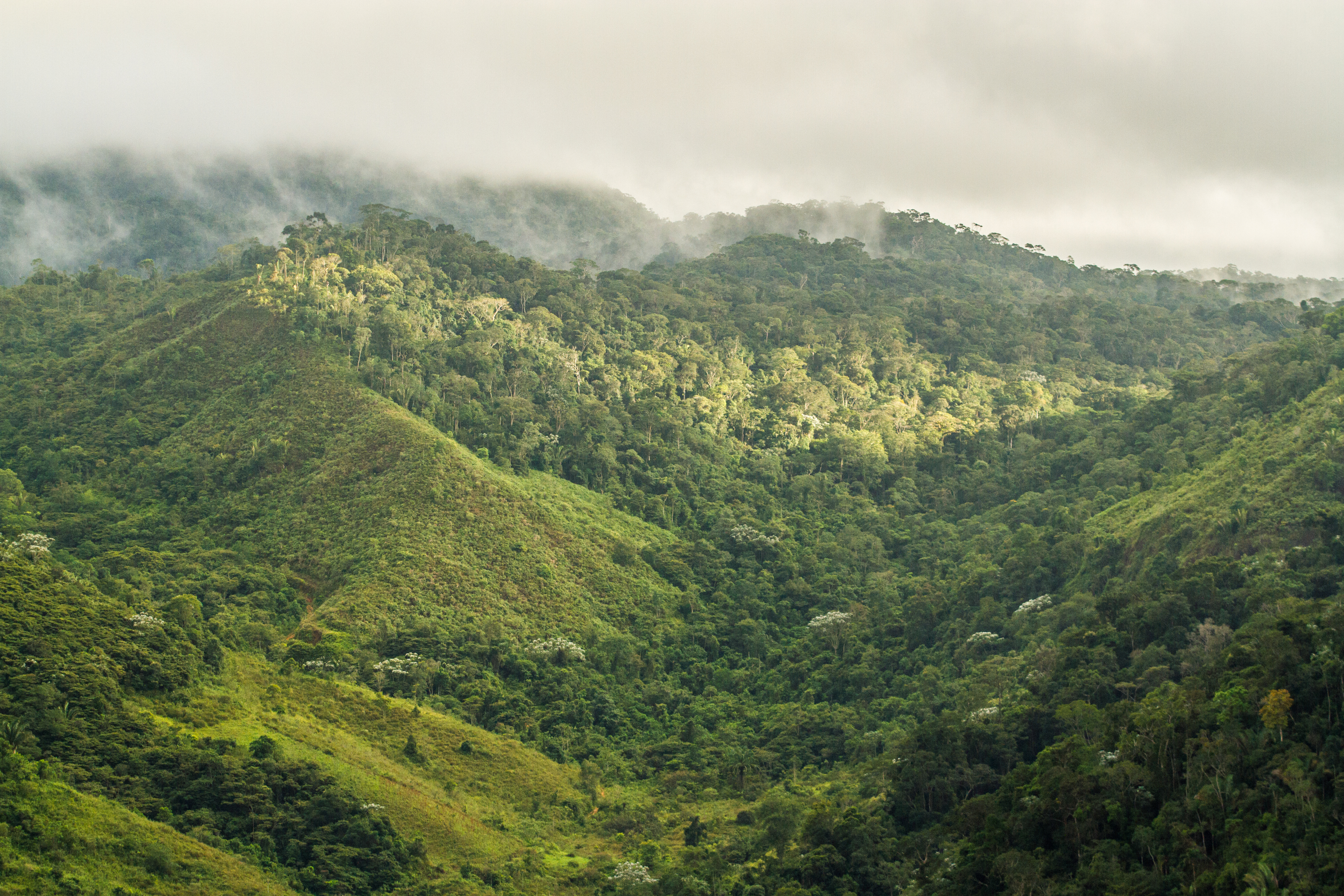
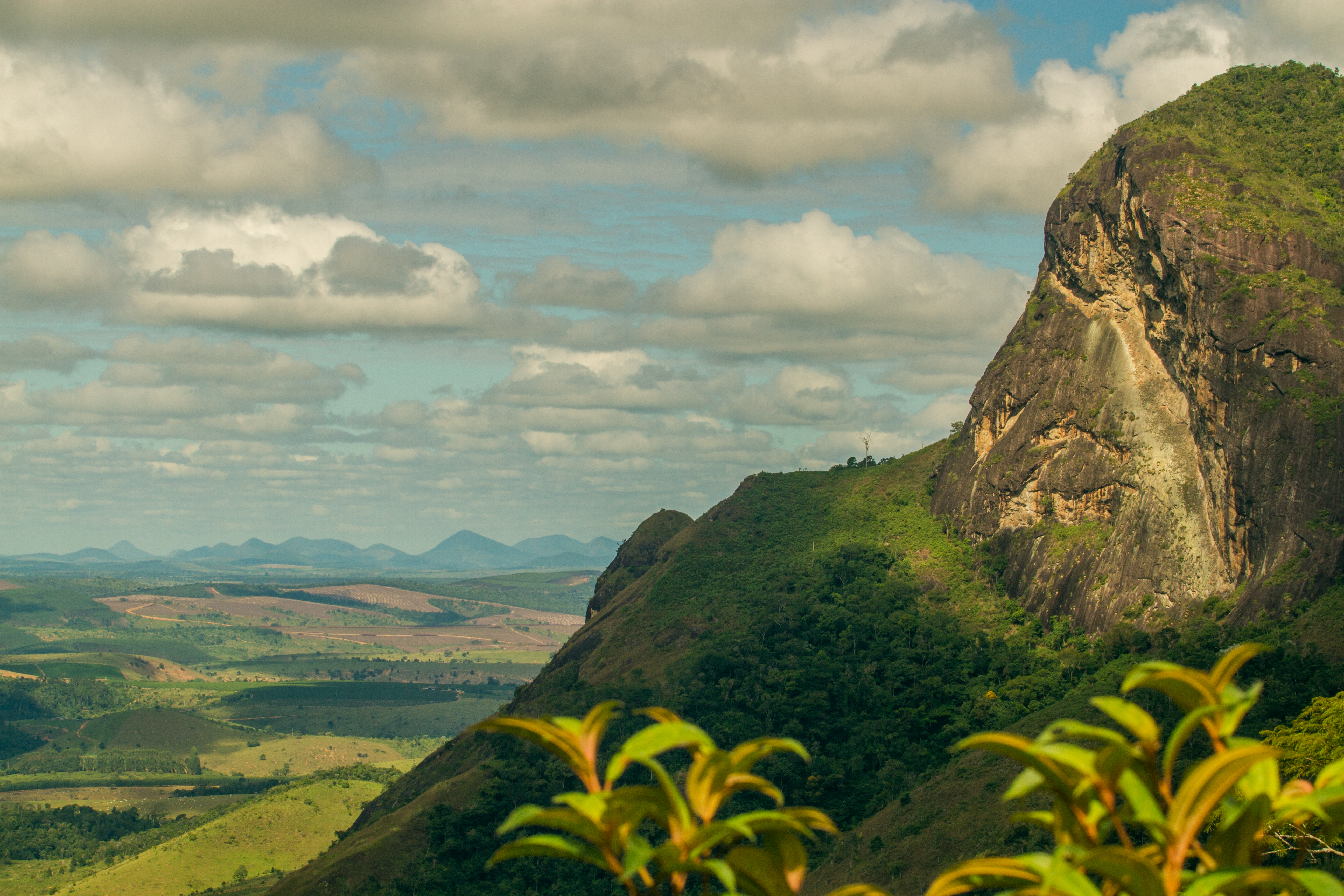